# Grünburg, Mali Šentpavel
Grünburg je naselje v Občini Mali Šentpavel v Okraju Šentvid ob Glini na Koroškem v Avstriji.